# Mike O'Hearn
Michael O'Hearn (* 26. ledna 1969) je americký kulturista, osobní trenér, herec a model. Získal sedmkrát ocenění Fitness Model roku. Jakožto gladiátor „Titan“ se objevil v roce 2008 v „znovuzrozené“ show American Gladiators. Jako jediný účinkoval O'Hearn Gladiátor jak v originálu American Gladiators 1989 (s přezdívkou Thor), tak v roce 2008. Je zakladatelem tzv. Power Buildingu, což je kombinace Silového Trojboje a Kulturistiky.

## Mládí
O'Hearn se narodil v Kirklandu ve Washingtonu 26. ledna 1969. Má osm sourozenců.

## Kariéra
O'Hearn měl méně důležitou roli ve filmu z roku 1992 Smrt jí sluší a později hrál jako Clark Kent/Superman ve fanouškovském filmu z roku 2004 od režiséra Sandyho Collora s názvem World's Finest. Také se objevil jako Gladiátor v obou show American Gladiators 1989 (kde vystupoval s přezdívkou Thor) a American Gladiators 2008. Hrál i postavu Michael O'Della v pořadu podobnému American Gladiators s názvem Battle Dome a to v letech 1999 až 2001. V roce 2008 vystoupil jako host v soap opeře NBC s názvem Tak jde čas jako barman a svoji roli Titána si zopakoval v pořadu od NBC s názvem Celebrity Family Feud spolu s gladiátory jako Jet, Venom a Wolf. V únoru roku 2009 se ukázal jako bojovník v kleci ve čtrnácté epizodě pořadu od NBC s názvem Knight Rider V roce 2011 se objevil v sedmé sérii pořadu It's Always Sunny in Philadelphia jako avatar postavy Maca v epizodě How Mac Got Fat. Ve stejném roce si zahrál v pořadu Workaholics v epizodě Muscle I'd Like to Flex. V roce 2012 O'Hearn sám vytvořil a vystupoval v sedmi-epizodovém akčním sci-fi thrilleru s názvem Alter Ego.

## V populární kultuře
O'Hearn se stal internetovým memem na sociálních sítích Instagram a TikTok v roce 2023. O'Hearn je zde vyobrazen společně s písničkou „What Is Love“ od zpěváka Haddaway kde to někdy bývá tzv. „slowed and reverb“ nebo „sped up“. Samotný O'Hearn očividně má tento meme velmi rád a často ho používá na svém Instagramu.